# Dignidad (astrología)

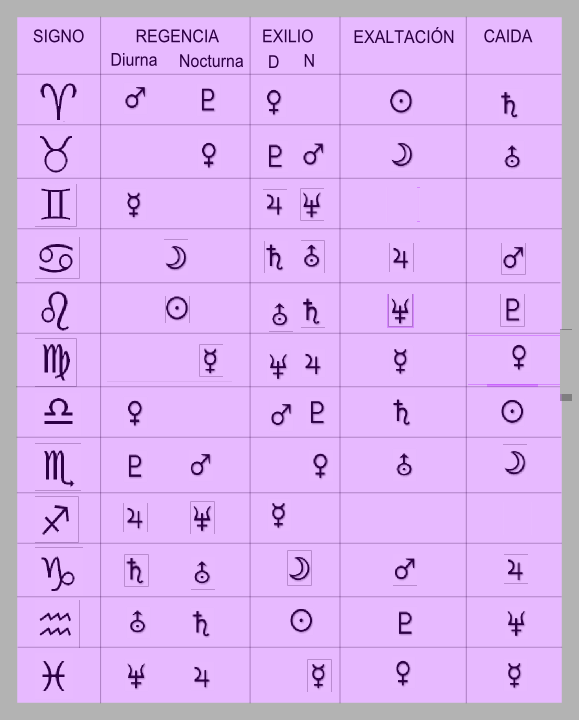
Dignidades Esenciales en astrología tradicional y moderna.

Símbolos de los planetas.

Los símbolos de los signos.

En la astrología, la dignidad o dignidad esencial hace referencia a la naturaleza o significación que guarda un planeta en relación con un determinado signo zodiacal y su posición respecto al mismo. Las dignidades esenciales tradicionales son cinco:
- Domicilio y detrimento
- Exaltación y caída
- Triplicidad
- Término
- Decanato o faz

El uso de las dignidades —nombre con el que se conoce la relación entre planetas y signos— es básico en la interpretación astrológica. Deben ser conocidas de memoria por el astrólogo que haga el trabajo de interpretar una carta natal.

## Dignidades tradicionales

### Domicilio y detrimento (o exilio)
El signo que rige un planeta se llama su domicilio y se considera eso, cuando el planeta se encuentra en su domicilio, su influencia es armónica y fluida. Se entiende entonces que sus manifestaciones serán fuertes y oportunas. 
Al igual que ciertos signos se consideran beneficiosos para la "estancia" de un planeta, otros se consideran perjudiciales. Es el caso de los signos de exilio, que suelen ser los opuestos al domicilio. Cuando el planeta se encuentra en exilio, su influencia se considera inarmónica y forzada. Se manifestará a destiempo y sus efectos pueden ser negativos.
Un planeta rige o gobierna a otro (y en ese caso se llama dispositor) cuando este último se encuentra en el domicilio del primero. Esta influencia se realiza de forma que el planeta que gobierna, afecta mediante sus características que le son propias, al planeta gobernado. Es decir, si el Sol se encuentra en Aries, entonces el dispositor del Sol será Marte, porque Marte es el regente de Aries. Esto quiere decir que el Sol tendrá rasgos "marcianos" (agresividad, energía, impulso, etc.).
El domicilio es doble, diurno y nocturno. El domicilio nocturno y el diurno se diferencian en su manifestación. Según algunos autores, el domicilio diurno sería más favorable que el nocturno. Según otros el nocturno sería más inconsciente y el diurno más consciente.

### Exaltación y caída

El Sol es considerado un planeta en la astrología tradicional y su exaltación ocurre en el signo de Aries, la caída (en la posición opuesta) se encuentra en Libra.

La exaltación es donde un planeta ejerce una mayor influencia, mientras que la caída es una posición de debilidad con respecto a la función del planeta. La posición del signo directamente opuesta al signo de exaltación de un planeta se considera su caída. En la astrología tradicional de origen greco arábico, cada planeta tiene:
- Sol: exaltación en el signo Aries
- Luna: exaltación en el signo Tauro
- Mercurio: exaltación en el signo Virgo
- Venus: exaltación en el signo Piscis
- Marte: exaltación en el signo Capricornio[5]
- Júpiter: exaltación en el signo Cáncer[6]
- Saturno: exaltación en el signo Libra

Los domicilios, exaltaciones y caídas tradicionales se muestran en el cuadro siguiente:
| Astro    | Domicilio            | Exaltación  | Caída       |
| -------- | -------------------- | ----------- | ----------- |
| Sol      | Leo                  | Aries       | Libra       |
| Luna     | Cáncer               | Tauro       | Escorpio    |
| Mercurio | Virgo, Géminis       | Virgo       | Piscis      |
| Venus    | Libra, Tauro         | Piscis      | Virgo       |
| Marte    | Escorpio, Aries      | Capricornio | Cáncer      |
| Júpiter  | Sagitario, Piscis    | Cáncer      | Capricornio |
| Saturno  | Capricornio, Acuario | Libra       | Aries       |

### Triplicidad
La triplicidad es una de las cinco dignidades. Cada elemento (fuego, tierra, aire y agua) forma una triplicidad. Cada una de estas cuatro triplicidades consiste en tres signos zodiacales ubicados cada 120 grados y cada signo de la triplicidad es regido por un grupo de tres planetas. De acuerdo al astrónomo griego Claudio Ptolomeo,

La triplicidad preserva acuerdo con un triángulo equilátero, y toda la órbita zodiacal está definida por tres círculos, a saber, aquel del equinoccio, y aquellos de los dos trópicos; los doce signos están, por lo tanto, distribuidos entre los cuatro triángulos equiláteros.
Tetrabiblos por Claudio Ptolomeo, siglo II a. C.

Estas triplicidades son las siguientes:
- Primera triplicidad (o primer triángulo): Aries, Leo, y Sagitario;
- Segunda triplicidad: Tauro, Virgo, y Capricornio;
- Tercera triplicidad: Géminis, Libra y Acuario;
- Cuarta triplicidad: Cáncer, Escorpión y Piscis.

Durante las horas diurnas (cuando el sol se encuentra sobre el horizonte) los planetas diurnos son los principales regentes y los planetas nocturnos los secundarios; en la noche, viceversa. Durante el día y la noche, los regentes participativos son de tercera importancia. Lo anterior se muestra en el cuadro siguiente:
| Elemento | Signos                    | Día     | Noche    | Participante |
| -------- | ------------------------- | ------- | -------- | ------------ |
| Fuego    | Aries, Leo, Sagitario     | Sol     | Júpiter  | Saturno      |
| Tierra   | Tauro, Virgo, Capricornio | Venus   | Luna     | Marte        |
| Aire     | Géminis, Libra, Acuario   | Saturno | Mercurio | Júpiter      |
| Agua     | Cáncer, Escorpio, Piscis  | Venus   | Marte    | Luna         |

### Término
Los términos (del latín termini) son subdivisiones de los signos. Se dividen en 5 partes desiguales de forma que cada subdivisión abarca un distinto número entero de grados y la suma de todas ellas siempre suma 30°. Cada uno de los cinco planetas clásicos (y en algunos sistemas el Sol y la Luna) rige uno de los cinco términos en que se subdivide cada signo.
Cuando un planeta se encuentra en su término adquiere 3 puntos o astrodinas.
Los términos egipcios han sido los más difundidos.
La mayoría de corrientes defiende que el término cobra más importancia que la triplicidad, no obstante otras le dan menor prioridad y le asignan 2 puntos a un planeta en su término y 3 puntos a un planeta en su triplicidad.

### Decanato o faz
Un decanato o faz es una subdivisión en tres partes iguales de 10 grados de cada signo zodiacal. Al dividirse la eclíptica en 12 sectores de aproximadamente 30 grados, se generan 36 decanatos de 10 grados cada uno. Cada decanato en cada signo tiene su propia regencia.
De acuerdo a la astrología caldea según Claudio Ptolomeo, los decanatos se asignan de la siguiente manera, empezando con el primer decanato de Aries y asignándole sucesivamente los siete planetas clásicos en el siguiente orden: Marte, Sol, Venus, Mercurio, Luna, Saturno y Júpiter, y se vuelve a empezar de nuevo. Este orden planetario, en el que el Sol se encuentra en el centro de la serie, con los planetas entre el Sol y la Tierra en un lado y los planetas exteriores en el otro lado, refleja la percepción de la velocidad del movimiento de cada planeta como se ve desde la Tierra. A esta regencia se le llama 'caldea'.
Existe otra forma de organizar los aspectos denominada regencia por triplicidad.

## Dignidad moderna
Ciertas dignidades han estado puestas en duda durante mucho tiempo. Algunas, incluso, sin contenido. A medida que se han ido realizando estudios serios sobre esta cuestión, durante el siglo XX, algunas se han replanteado totalmente.
Nicholas deVore intenta encontrar una pauta lógica a las exaltaciones a través del ángulo existente entre los signos de regencia y el signo de exaltación. Esa relación existe, pues de hecho el ángulo es 120° o 60°. Así Libra es la exaltación de Saturno, trígono con Acuario, regido por Saturno. Y Capricornio exaltación de Marte, sextil de Escorpio, del que Marte es corregente. Pero Libra está en cuadratura con Capricornio, el otro signo de Saturno y Capricornio también hace cuadratura con Aries, el otro signo de Marte, por lo que la teoría falla.
La astrología moderna le ha asignado a cada signo un planeta que cumple arquetípicamente con el significado del mismo desplazando a regentes clásicos como Mercurio, Venus, Marte, Saturno y Júpiter en 5 signos (Virgo, Libra, Escorpio, Acuario, Piscis) 
| Signo       | Regente verdadero | Corregente | Detrimento moderno | Detrimento clásico | Exaltación | Caída    | Comodidad planetaria             |
| ----------- | ----------------- | ---------- | ------------------ | ------------------ | ---------- | -------- | -------------------------------- |
| Aries       | Marte             | Plutón     | Ceres              | Venus              | Sol        | Saturno  | Júpiter                          |
| Tauro       | Venus             | Ceres      | Plutón             | Marte              | Luna       | Urano    | Júpiter, Saturno, Neptuno, Venus |
| Géminis     | Mercurio          | Eris       | Júpiter            | Júpiter            | Urano      | Neptuno  | Urano                            |
| Cáncer      | Luna              | Júpiter    | Saturno            | Saturno            | Júpiter    | Marte    | Venus, Neptuno, Ceres            |
| Leo         | Sol               | Saturno    | Urano              | Saturno            | Marte      | Ceres    | Marte, Júpiter, Venus            |
| Virgo       | Eris              | Mercurio   | Neptuno            | Júpiter            | Ceres      | Venus    | Saturno, Urano                   |
| Libra       | Ceres             | Venus      | Marte              | Marte              | Saturno    | Sol      | Mercurio, Urano, Neptuno         |
| Escorpio    | Plutón            | Marte      | Venus              | Venus              | Neptuno    | Luna     | Mercurio                         |
| Sagitario   | Júpiter           | Neptuno    | Mercurio           | Mercurio           | Neptuno    | Ceres    | Sol, Luna, Marte, Venus          |
| Capricornio | Saturno           | Sol        | Luna               | Luna               | Marte      | Júpiter  | Mercurio, Ceres                  |
| Acuario     | Urano             | Saturno    | Sol                | Sol                | Plutón     | Venus    | Mercurio, Eris                   |
| Piscis      | Neptuno           | Júpiter    | Eris               | Mercurio           | Venus      | Mercurio | Luna, Sol                        |

Según algunos astrólogos todos los signos zodiacales tienen dos planetas regentes, uno dominante y más compatible con la energía del signo, otro menos potente y que se manifiesta con más frecuencia a nivel inconsciente junto al planeta dominante. Es decir, el planeta corregente no es exclusivo de Virgo, Libra, Escorpión, Acuario y Piscis, sino que se convierte en algo propio de todos los signos.
| Signo       | Regente  | Corregente |
| ----------- | -------- | ---------- |
| Aries       | Marte    | Plutón     |
| Tauro       | Venus    | Ceres      |
| Géminis     | Mercurio | Eris       |
| Cáncer      | Luna     | Júpiter    |
| Leo         | Sol      | Saturno    |
| Virgo       | Eris     | Mercurio   |
| Libra       | Ceres    | Venus      |
| Escorpio    | Plutón   | Marte      |
| Sagitario   | Júpiter  | Neptuno    |
| Capricornio | Saturno  | Sol        |
| Acuario     | Urano    | Saturno    |
| Piscis      | Neptuno  | Júpiter    |

A los planetas en astrología moderna se les asigna un elemento más afín al igual que a los signos. En el siguiente cuadro veremos a los planetas correspondientes:
| Elemento | Planetas              |
| -------- | --------------------- |
| Fuego    | Marte, Sol, Júpiter   |
| Tierra   | Venus, Eris, Saturno  |
| Aire     | Mercurio,Ceres, Urano |
| Agua     | Luna, Plutón, Neptuno |